# エリザベス・スマイリー
エリザベス・スマイリー（Elizabeth Smylie, 1963年4月11日 - ）は、オーストラリア・パース出身の元女子プロテニス選手。ダブルスの名手としてよく知られている。自己最高ランキングはシングルス20位、ダブルス5位。WTAツアーでシングルスは3勝と少ないが、ダブルスで35勝を挙げた。フルネームはエリザベス・セイヤーズ・スマイリー（Elizabeth Sayers Smylie）という。旧姓エリザベス・セイヤーズ（Elizabeth Sayers）というが、コーチのピーター・スマイリー（Peter Smylie）との結婚後は夫の姓だけを使用して「エリザベス・スマイリー」と名乗った。リズ（Liz）という愛称で親しまれ、リズ・スマイリーと呼ばれることも多かった。
エリザベス・セイヤーズの競技経歴は、1980年末の全豪オープンから始まる。1983年の全米オープン混合ダブルスで、セイヤーズは同じオーストラリアのジョン・フィッツジェラルドとペアを組み、ファーディ・テイガン＆バーバラ・ポッター（ともにアメリカ）組を破って初優勝を飾った。その直後、9月末の「バージニアスリムズ・カンザス」大会で単複優勝を果たす。1984年11月10日にピーター・スマイリーと結婚。1985年のウィンブルドン女子ダブルス優勝は、エリザベス・スマイリーのテニス経歴を通じて最も顕著な勝利であった。この時スマイリーはアメリカのキャシー・ジョーダンとペアを組み、決勝でマルチナ・ナブラチロワとパム・シュライバーのペアを 5-7, 6-3, 6-4 の逆転で破ったのである。ナブラチロワとシュライバーはそれまで女子ダブルスで前人未到の「109連勝」の記録を樹立していたが、スマイリーとジョーダンがこの記録を止めた。
1987年の全豪オープンでスマイリーは4大大会のシングルス自己最高記録を出し、ベスト8に進出した。当時のスマイリーはシングルスの世界ランキング82位から勝ち上がり、準々決勝で第5シードのクラウディア・コーデ＝キルシュ（西ドイツ）に 6-7, 6-4, 2-6 で敗れた。同年の全米オープン女子ダブルスで、スマイリー＆ジョーダン組は（2年前に連勝記録を止めた）ナブラチロワ＆シュライバー組に 7-5, 4-6, 2-6 で敗れて準優勝になった。1988年、スマイリーは全豪オープンの女子ダブルスでシュテフィ・グラフとペアを組んで準決勝に進み、同年のソウル五輪にもオーストラリア代表として出場した。スマイリーとウェンディ・ターンブルのペアは、準決勝でアメリカ代表のジーナ・ガリソン＆パム・シュライバー組に敗れた。このソウル五輪では、準決勝敗退選手（ペア）による銅メダル決定戦は行われず、両方に銅メダルが授与されたため、スマイリーとターンブルはオーストラリアにテニス女子ダブルスの銅メダルをもたらした。
エリザベス・スマイリーは1988年以後、4大大会の女子シングルスでは3回戦以上に勝ち進めなかったが、ダブルスでさらに成績を伸ばし、1990年の全米オープンで7年ぶり2度目の混合ダブルス優勝を飾った。パートナーのトッド・ウッドブリッジは当時まだ19歳の若者であったが、8歳の年齢差があった2人は決勝でジム・ピュー（アメリカ）＆ナタリア・ズベレワ（ソ連）組を 6-4, 6-2 で破っている。1991年のウィンブルドンで、スマイリーは混合ダブルスで再びジョン・フィッツジェラルドとペアを組み、前年の全米混合決勝と同じピュー＆ズベレワ組を 7-6, 6-2 で破って優勝した。スマイリーにとっては、1985年の女子ダブルス優勝以来6年ぶりに獲得した2つ目のウィンブルドン・タイトルであった。
スマイリーのシングルス成績はダブルスほど目立たないが、日本の「ジャパン・オープン」で1989年・1990年の2年連続シングルス準優勝がある。1989年の決勝戦では岡本久美子に、1990年はカタリナ・リンドクイスト（スウェーデン）に敗れた。ダブルスでも日本のトーナメントに数多く出場したことから、日本にも多くのファンを持っていた。
スマイリー夫妻には長い間子供がいなかったが、1991年末にようやく妊娠が分かった。スマイリーは出産後、1992年6月から直ちに現役復帰をし、1993年の全豪オープンでパム・シュライバーと組んで初めての女子ダブルス決勝進出を決めた。このペアは決勝で第1シードのジジ・フェルナンデス＆ナターシャ・ズベレワ組に 4-6, 3-6 で敗れて準優勝になった。スマイリーは1994年のシーズンを最後に女子ツアー大会のシングルスから撤退したが、1996年にダブルスのフルシーズンをこなし、ウィンブルドン女子ダブルスでリンダ・ワイルド（アメリカ）と組んで準決勝に進出している。最後の大舞台では、スマイリーのペアはマルチナ・ヒンギスとヘレナ・スコバの組に敗れた。1997年は全豪オープンとウィンブルドンの2大会のみに出場し、最後はどちらもパム・シュライバーと組んだ。こうしてエリザベス・スマイリーは、出産後も34歳まで現役を続行し、十数年間にわたってダブルスの第一線で活躍を続けたのである。
スマイリーは引退後も、女子テニスツアーの運営に携わった。引退の翌年、1998年からは母国オーストラリア・ゴールドコーストで開催されていたツアー大会「モンディアル・オーストラリア女子ハードコート選手権」のトーナメント・ディレクターの職に就任し、同大会が終了となった2008年までその職務を務めた。

## 4大大会ダブルス優勝
- ウィンブルドン　女子ダブルス：1勝（1985年）／混合ダブルス：1勝（1991年）
- 全米オープン　混合ダブルス：2勝（1983年・1990年）